# 방랑자 (1951년 영화)
《방랑자》(힌디어: आवारा 아바라)는 1951년 개봉한 인도의 드라마 영화이다. 라즈 카푸르가 감독을 맡았다.

## 출연
- 라즈 카푸르
- 나르기스
- 프리스비라지 카푸르
- 릴라 치트니스
- K. N. 싱
- 샤시 카푸르